# Rieden (Dasing)
Rieden ist ein Ortsteil der Gemeinde Dasing im schwäbischen Landkreis Aichach-Friedberg (Bayern) und eine Gemarkung.

## Gemeinde
Zur Gemeinde Rieden gehörten außer dem Hauptort das Kirchdorf Tattenhausen und die Einöden Hinterholz, Hohleneich und Kreit. Am 1. Januar 1972 wurde die Gemeinde mit allen Ortsteilen nach Dasing eingegliedert.

## Geographie
Das Pfarrdorf Rieden liegt etwa viereinhalb Kilometer östlich von Dasing. Südlich des Ortes verläuft die Bundesautobahn 8. Nachbarorte sind Ippertshausen im Norden, Schönberg im Nordosten, Hohleneich im Osten, Adelzhausen im Südosten, Zieglbach im Süden, Wessiszell im Südwesten, Laimering im Westen und Oberneul im Nordwesten.

## Sehenswürdigkeiten

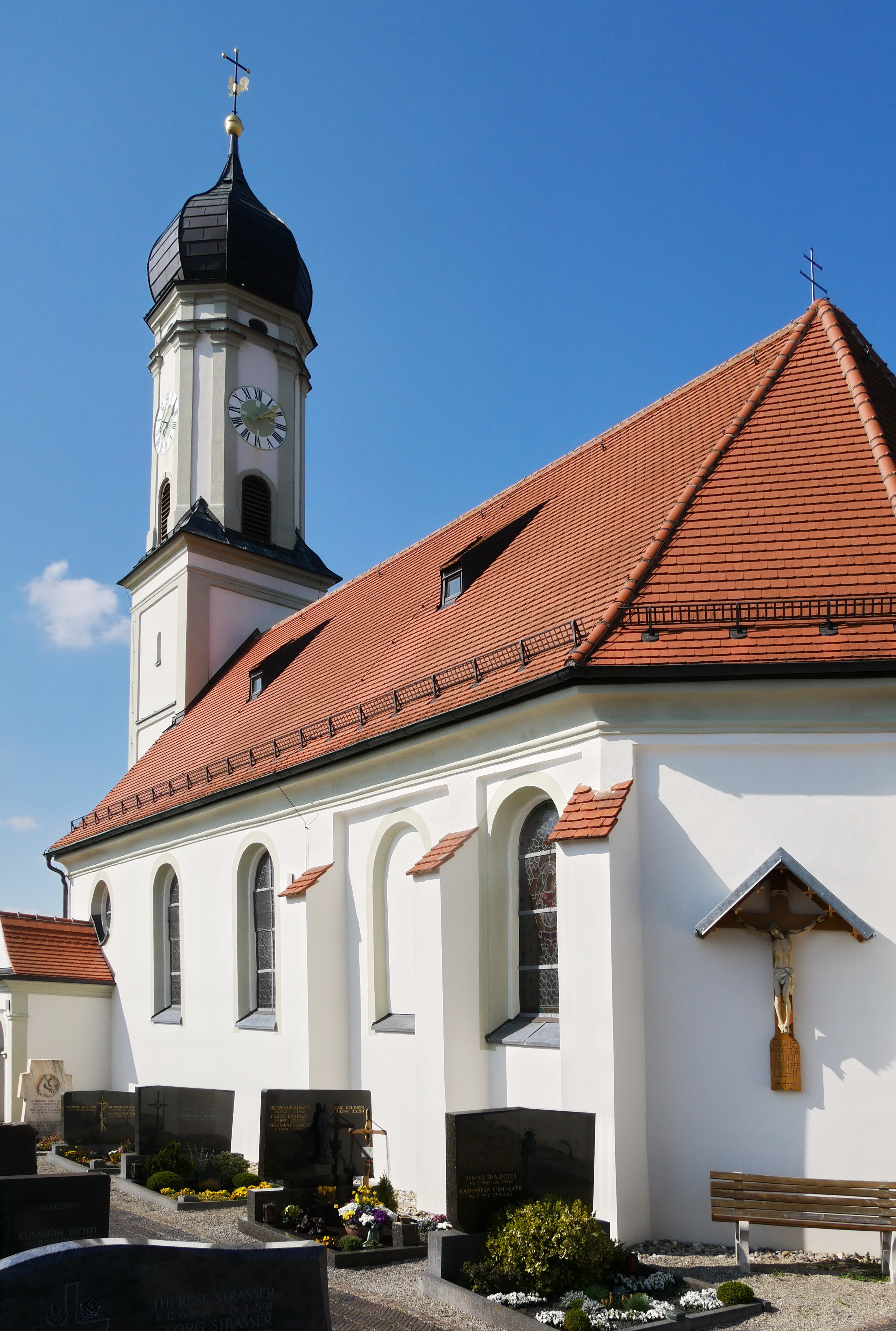
Pfarrkirche St. Vitus in Rieden

Das Ortsbild wird geprägt von der katholischen Pfarrkirche St. Vitus aus dem 18. Jahrhundert. Der Turm der Kirche ist auf das Jahr 1767 datiert.
Siehe auch: Liste der Baudenkmäler in Rieden
- Ehemaliges Pfarrhaus, erbaut im 18. Jahrhundert
- Bauernhaus Dorfstraße 29, erbaut 1888